# Châtel-Saint-Germain
Châtel-Saint-Germain è un comune francese di 2 352 abitanti situato nel dipartimento della Mosella nella regione del Grand Est.

## Società

### Evoluzione demografica
Abitanti censiti